# Triathlon na Letnich Igrzyskach Olimpijskich 2000
Triathlon na XXVII Letnich Igrzysk Olimpijskich w Sydney rozgrywany był w Sydney Opera House. Dyscyplina ta pojawiła się po raz pierwszy na Igrzyskach Olimpijskich. W Sydney rywalizowało 52 zawodników i 48 zawodniczek, którzy pokonywali: dystans 1500 m w pływaniu, 40 km jazdy na rowerze i 10 km biegu.

## Medaliści
| Konkurencja           | Złoto                  | Srebro                 | Brąz                 |
| Kobiety (szczegóły)   | Brigitte McMahon (CHE) | Michellie Jones (AUS)  | Magali Messmer (CHE) |
| Mężczyźni (szczegóły) | Simon Whitfield (CAN)  | Stephan Vuckovic (GER) | Jan Řehula (CZE)     |